# Calamagrostis clipeata
Calamagrostis clipeata är en gräsart som beskrevs av Eugène Vaniot. Calamagrostis clipeata ingår i släktet rör, och familjen gräs. Inga underarter finns listade i Catalogue of Life.